# 人民近卫军

人民近卫军标志

人民近卫军（波蘭語：Gwardia Ludowa）是第二次世界大战期间的1942年—1944年活跃在被占领波兰的一支共产主义游击队，隶属于波兰工人党。
人民近卫军是在苏联的支持下成立的，旨在支持苏联红军和波兰工人党对抗纳粹德国。它是当时波兰规模最大的一支游击队。它拒绝加入效忠位于伦敦的波蘭流亡政府的波兰地下国。1944年1月，人民近卫军改组为人民军。